# Kusumasana Devi

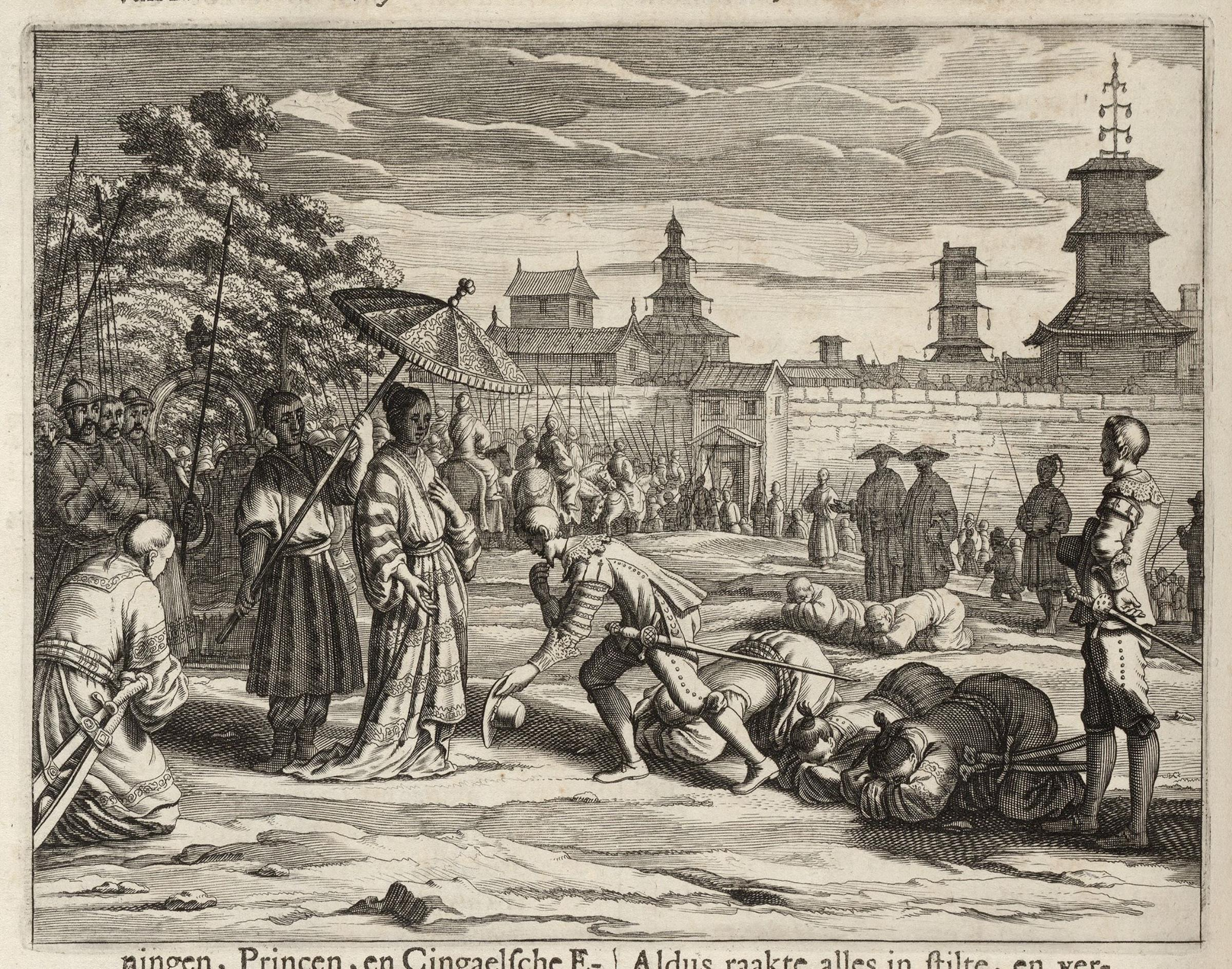
Kusumāsana Devi wird von Gouverneur Pedro Lopes de Sousa empfangen.

Kusumāsana Devi (Sri Kusum Astane Maha Biso Bandara, singhalesisch දෝන කැතරිනා රැජිණ, Tamil தோனா கதரீனா, auch: Dona Catarina; gest. 10. Juli 1613) war die herrschende Königin von Kandy 1581. Sie wurde abgesetzt, war dann aber Herrscherfrau (Queen Consort) von Kandy durch ihre Ehe mit Vimaladharmasuriya I. von 1594 bis 1604.

## Leben
Sie gehörte zur Familie Siri Sanga Bo. In ihrer Kindheit floh sie mit ihrem Vater Karaliyadde Bandara aus dem Königreich zu den Portugiesen. Später wurde sie von den Portugiesen getauft und  erhielt den Namen Doña Catarina.

### Regierungszeit
Nach dem Tod ihres Vaters 1581 setzten sie die Portugiesen als Vasallin in der Campaign of Danture (දන්තුරේ සටන) als Königin ein. Sie war zu dieser Zeit noch Minderjährig und war die direkte Nachfolgerin ihres Vaters. Dieser Versuch war ein Desaster, die portugiesischen Truppen wurden im Verlauf komplett ausgelöscht. Sie wurde von Rajasinha I. (පළමුවන රාජසිංහ) aus dem Königreich Sitawaka (සීතාවක / சீீீதாவாக்கை இராசதானி) noch im selben Jahr abgesetzt, in dem sie den Thron bestiegen hatte.

### Königsgattin
1594 heiratete sie Vimaladharmasuriya I. Sie wurde damit Königsgattin und trug dazu bei, seine Herrschaft zu festigen nach dem Sieg über König Rajasinhe I. drei Jahre früher. Zuletzt heiratete sie ihren früheren Schwager Senarat (සෙනරත් රජ), der nach dem Tod von Vimaladharmasuriya 1604 König wurde, auch für ihn ging es um die Legitimation als Herrscher. Ihre Annahme als Königin war mit einer öffentlichen Konversion zum Buddhismus verknüpft, aber heimlich lehrte sie ihre Vertrauten Katholizismus.
Sie hatte drei Kinder von König Vimaladharmasuriya: Mahastana Adahasin, Surya Mahadahasin und Santana Adahasin. Weitere drei Kinder hatte sie von Senarat: Kumarasingha Astana, Vijayapala Astane und Deva Astane. Von ihrem ersten Ehemann, Yamasinghe Bandara hatte sie den Prinzen  Prince Philip Jnr. Mahastana Adahasin starb 1612 nach sechs Tagen Krankheit. Ihr jüngster Sohn Mahastane wurde später Nachfolger seines Vaters als König Rajasinha II., der eine Übereinkunft mit den Niederländern erreichte, wodurch er die Herrschaft der Portugiesen beenden konnte.
Kusumasana Devi erkrankte, nachdem ihr Sohn Mahastana Adahasin 1612 verstarb. Philippus Baldaeus schrieb ihre Krankheit ihrer exzessiven Trauer zu. Sie starb am 10. Juli 1613 im Alter von 35 Jahren.